# Haskovo (huyện)
Haskovo là một huyện thuộc tỉnh Haskovo, Bungaria. Dân số thời điểm năm 2001 là 99181 người.